# Les Rois du monde (film)
Pour l’article homonyme, voir Les Rois du monde.
Pour plus de détails, voir Fiche technique et Distribution.
Les Rois du monde est un film français réalisé par Laurent Laffargue, sorti en 2015.

## Synopsis
À Casteljaloux, petit village du Lot-et-Garonne les hommes sont les rois du monde. Amitié, violence, ivresse, plaisir du verbe.
Le destin de Romain, 17 ans, amoureux de Pascaline et apprenti comédien croise celui d’un ami de sa mère, Jeannot, 47 ans, qui sort de prison avec une seule idée en tête : récupérer Chantal, une parisienne échouée là, qui s’est installée avec le boucher du village...

## Fiche technique
- Titre : Les Rois du Monde
- Titre international : The Mad Kings
- Réalisation : Laurent Laffargue
- Scénario : Laurent Laffargue et Frédérique Moreau, d'après la pièce de théâtre Casteljaloux de Laurent Laffargue et Sonia Millot (source : générique)
- Cascades : Jérôme Gaspard
- Musique : Joseph Doherty
- Photographie : Fabrice Main
- Société de production : Mezzanine Films
- Producteur : Mathieu Bompoint
- Coproduction : Les FIlms du Kiosque, Same Player, 1001 Productions, M141 et Polyson
- Participation à la production : le CNC, l'ANGOA, Cinémage 7 Développement, les régions Île-de-France et Aquitaine et le département de Lot-et-Garonne
- Lieux de tournage : Casteljaloux (Lot-et-Garonne), Bordeaux (TNBA et Opéra de Bordeaux)
- Budget : 1.2 M€[1]
- Banque : Neuflize-OBC
- Post-production : M141 et Film Factory
- Pays d'origine :  France
- Langue : français
- Genre : comédie dramatique
- Format : couleur - 2.35 : 1 - Arri Alexa - Panavision
- Durée : 100 minutes
- Société de distribution : Jour2fête (France)
- Visa d'exploitation n°137 599
- Date de sortie :
  - 23 septembre 2015 ( France)
  - 22 janvier 2016 (VOD)
  - 2 février 2016 (DVD)
- Box-office France : 14 771 entrées[2]

## Distribution
- Sergi López : Jeannot
- Céline Sallette : Chantal
- Romane Bohringer : Marie-Jo
- Éric Cantona : Chichinet
- Guillaume Gouix : Jean-François
- Victorien Cacioppo : Romain
- Roxane Arnal : Pascaline
- Jean-Baptiste Sagory : Thibault
- Eric Destout : La mouche
- Christophe Kourotchkine : Homme recouvrement loyer 1
- Erwan Daouphars : Homme recouvrement loyer 2
- Florian Beaumont : L'agresseur
- Christian Loustau : Gérard
- Joseph Doherty :
- Georges Bigot :
- Calypso Buijtenhuijs :

## Autour du film
Sauf indication contraire ou complémentaire, les informations mentionnées dans cette section proviennent du générique de fin de l'œuvre audiovisuelle présentée ici.
- Le film est dédié à Aurore Laffargue.